# Broomtown
Broomtown – jednostka osadnicza w Stanach Zjednoczonych, w stanie Alabama, w hrabstwie Cherokee.